# See Red Women's Workshop
See Red Women’s Workshop fue un estudio colectivo dedicado a la serigrafía  que operó entre 1974 y 1990 en Londres (Inglaterra).  Fundado por Pru Stevenson, Julia Franco y Suzy Mackie y mantenido por un colectivo feminista, sus objetivos se centraron en la creación de material dedicado a combatir el sexismo en la producción gráfica y el apoyo a la cultura visual promovido por el Movimiento de liberación de las mujeres. Más de cuarenta mujeres se unieron al taller para producir carteles, calendarios o camisetas, durante sus dieciséis años de existencia.  
El taller cerró en 1990 por dificultades financieras, en parte provocadas por cambios en la cada vez más cara industria de la impresión, lo cual complicó cubrir los costes.

## Temas
Los carteles de See Red tocaron una amplia variedad de asuntos relacionados con el movimiento feminista: derechos reproductivos, mujeres refugiadas, igualdad, racismo, feminismo socialista, violencia contra mujeres, derechos de las mujeres negras, apoyo a presas y derechos de lesbianas.

## Financiación
La taller se financiaba gracias a los ingresos por la producción de material impreso y a través donaciones. Sin embargo, apenas llegaba para cubrir las facturas y a menudo lanzaban campañas para recaudar fondos entre grupos feministas y seguidores individuales. Entre 1982 y 1986, See Red obtuvo financiación del Southwark Conseil y el recién fundado Comité de mujeres perteneciente al Consejo del Gran Londres (GLC). Esta ayuda permitió pagar sueldos a sus trabajadoras y mejorar los equipos de impresión.

## Ubicación
El taller tuvo distintas ubicaciones a lo largo de su existencia. El primero se encontró en Candem Road (Londres), en un local ocupado por la Asociación de Inquilinos de Camden. En 1975, se mudó al Centro de Mujeres del Sur de Londres, situado en una casa okupa en Vauxhall. Entre 1977 y 1984, el taller alquiló un local al Sur de Londres, donde compartió un cuarto oscuro para la reproducción de fotografías con otro grupo feminista, Women in Print, que reunía a creadoras visuales. Con este mismo colectivo compartió su último espacio en una nueva ubicación hasta 1990.
El taller sufrió ataques en varias ocasiones por parte del partido político ultraderechista y supremacista Frente Nacional.